# 松岡和子
松岡 和子（まつおか かずこ、1942年4月17日- ）は、日本の翻訳家、演劇評論家。東京医科歯科大学名誉教授。国際演劇評論家協会会員。
イギリス文学戯曲の他、小説や評論の翻訳を手がける。シェイクスピア全作の新訳に取り組んでおり、彩の国さいたま芸術劇場での彩の国シェイクスピア・シリーズ企画委員のひとり。2021年にシェイクスピアの戯曲の完訳を達成した。
第2回湯浅芳子賞、第58回日本翻訳文化賞、第75回毎日出版文化賞企画部門受賞。
テレビドラマや映画の英語翻訳家だった額田やえ子は義理の従姉にあたる。

## 来歴
満洲国新京生まれ。父親の前野茂は満洲国の高官（司法部と文教部の次長）だった。長春市から通化市に移って居住し、通化事件と思われる大量遺体遺棄の現場を目撃する。父は中共軍にとらえられ、シベリアなどで11年抑留され、後にその体験を著書『生ける屍 - ソ連獄窓十一年の記録』にまとめた。
引き揚げ後、父親の実家の岡山をへて、東京に移る。母は東京女子大学の出身であり、その同級生がカナダ人を招いて行っていた英語教室で10歳から英語を学ぶ。
東京都立豊多摩高等学校、東京女子大学文理学部英米文学科卒業。東京大学大学院修士課程修了。
1982年から東京医科歯科大学教養部英語助教授、教授となったが、1997年翻訳に専念するため退任した。
2020年、文化庁長官表彰。2022年朝日賞受賞。

## エピソード
大学時代に加入したシェイクスピア研究会で、『真夏の夜の夢』のボトム役を演じたことで、芝居に開眼する。
当初は演出志望であり、シェイクスピア翻訳者の福田恆存が主宰する劇団雲で研究生をしていた事がある。
評伝に、草生亜紀子『逃げても、逃げてもシェイクスピア　翻訳家・松岡和子の仕事』（新潮社、2024年4月）がある。

## 著書
- 『ドラマ仕掛けの空間』（創樹社） 1986年
- 『すべての季節のシェイクスピア』（筑摩書房） 1993年、ちくま文庫 2022年
- 『シェイクスピア「もの」語り』（新潮選書） 2004年
  - 新版『「もの」で読む入門シェイクスピア』（ちくま文庫） 2012年
- 『深読みシェイクスピア』（新潮選書） 2011年、新潮文庫 2016年

### 共著
- 『東京芝居 小劇場お楽しみガイド』（川本三郎、TBSブリタニカ） 1987年
- 『快読シェイクスピア』（河合隼雄対談、新潮社） 1999年、新潮文庫 2001年、決定版 2018年。ちくま文庫 2011年
- 『絵本シェイクスピア劇場』（安野光雅画、講談社） 1998年

## 翻訳
- 『余白のあるカンヴァス』（リラン、朝日新聞社） 1976年
- 『背く女 女の生き方を変える本』（マリリン・フレンチ、パシフィカ） 1979年
- 『絵画と文学』（ジェフリー・マイヤーズ、白水社、白水叢書） 1980年
- 『オキーフ画集』（小学館） 1982年
- 『マンハッタン式家族あわせ』（ノーマ・クライン、河出書房新社） 1983年
- 『クラウド9』（キャリル・チャーチル、劇書房） 1983年
- 『エドマンド・キーン』（レイマンド・フィッツサイモンズ、劇書房） 1985年
- 『ローゼンクランツとギルデンスターンは死んだ』（トム・ストッパード、劇書房） 1985年
- 『ハートバーン』（ノラ・エフロン、河出書房新社） 1986年
- 『ドレッサー』（ロナルド・ハーウッド、劇書房） 1988年
- 『ニューヨークの奴隷たち』（タマ・ジャノウィッツ、河出書房新社） 1988年
- 『プリンセス・デイジー』（ジュディス・クランツ、徳間文庫） 1988年
- 『ライターズ・アット・ワーク』（ペヨトル工房） 1989年、小野寺健, 高坂和彦ほか共訳

ジャン・コクトー, ルイ＝フェルディナン・セリーヌ, ウィリアム・バロウズ, ノーマン・メイラー, アレン・ギンズバーグ, イヴリン・ウォー
- 『あそぶが勝ちよ』（ポール・ラドニック、白水社） 1991年／白水Uブックス 1995年
- 『夜を泳ぐ』（ジョセフ・ラブ、リブロポート） 1991年
- 『くたばれハムレット』（ポール・ラドニック、白水社） 1992年
- 『ガラスの動物園』（テネシー・ウィリアムズ、劇書房） 1993年
- 『ファミリー・ポートレイト 記憶の扉をひらく一枚の写真』（キャロリン・アンソニー編、前沢浩子共訳、早川書房） 1994年

### ちくま文庫版「シェイクスピア全集」
1. 『ハムレット』（1996年）
2. 『ロミオとジュリエット』（1996年）
3. 『マクベス』（1996年）
4. 『夏の夜の夢 / 間違いの喜劇』（1997年）
5. 『リア王』（1997年）
6. 『十二夜』（1998年）
7. 『リチャード三世』（1999年）
8. 『テンペスト』（2000年）
9. 『ウィンザーの陽気な女房たち』（2001年）
10. 『ヴェニスの商人』（2002年）
11. 『ペリクリーズ』（2003年）
12. 『タイタス・アンドロニカス』（2004年）
13. 『オセロー』（2006年）
14. 『コリオレイナス』（2007年）
15. 『お気に召すまま』（2007年）
16. 『恋の骨折り損』（2008年）
17. 『から騒ぎ』（2008年）
18. 『冬物語』（2009年）
19. 『ヘンリー六世 全三部』（2009年）
20. 『じゃじゃ馬馴らし』（2010年）
21. 『アントニーとクレオパトラ』（2011年8月）
22. 『シンベリン』（2012年4月）
23. 『トロイラスとクレシダ』（2012年8月）
24. 『ヘンリー四世 第一部、第二部』（2013年4月）
25. 『ジュリアス・シーザー』（2014年7月）
26. 『リチャード二世』（2015年3月）
27. 『ヴェローナの二紳士』（2015年8月）
28. 『尺には尺を』（2016年）
29. 『アテネのタイモン』（2017年10月）
30. 『ヘンリー五世』（2019年1月）
31. 『ヘンリー八世』（2019年12月）
32. 『ジョン王』（2020年6月）
33. 『終わりよければすべてよし』（2021年5月）：完結

## 社会的活動
- 文化庁文化審議会委員
  - 同 国語分科会委員